# Walter Charles Langer
Walter Charles Langer (n. 5 februarie 1899, Boston, Massachusetts, SUA – d. 4 iulie 1981, Sarasota, Florida, SUA) a fost un psihanalist american cunoscut în special pentru realizarea faimosului profil psihologic al lui Adolf Hitler din perioada celui de-Al Doilea Război Mondial. Studiile și analiza sa asupra comportamentului uman au avut un impact semnificativ în domeniul psihologiei aplicate și în strategia de război a serviciilor secrete americane⁠(d).

## Biografie

### Tinerețea și educația
Walter C. Langer s-a născut în anul 1899 în South Boston, Massachusetts. A urmat studiile la Harvard University, unde și-a obținut titlul de doctor în psihologie. Fratele său, William L. Langer, a fost un istoric renumit și un colaborator apropiat al serviciilor de informații americane.

### Cariera în psihologie
Langer a lucrat în principal ca psihanalist, fiind influențat de teoriile lui Sigmund Freud. În perioada anilor 1930 și 1940, a practicat psihanaliza în SUA și a fost activ în comunitatea academică, concentrându-se pe interpretarea comportamentului uman prin prisma inconștientului.

## Profilul psihologic al lui Adolf Hitler
Cea mai cunoscută lucrare a lui Walter C. Langer este analiza sa psihologică detaliată a lui Adolf Hitler, solicitată de Oficiul pentru Servicii Strategice (OSS), precursorul CIA. În 1943, Langer a fost însărcinat să elaboreze un profil psihologic al liderului nazist pentru a ajuta la prognozarea comportamentului său și a anticipa eventualele sale acțiuni în timpul războiului.

### Raportul „The Mind of Adolf Hitler”
Studiul său, intitulat The Mind of Adolf Hitler: A Secret Wartime Report, a fost finalizat în 1943 și a rămas un document secret până la publicarea sa în 1972. Raportul a fost bazat pe o analiză psihanalitică și a încercat să ofere o înțelegere asupra modului în care gândea Hitler, a tacticilor sale politice și a posibilelor reacții la diferite scenarii militare.
Printre concluziile celebre ale raportului se numără predicția că Hitler era predispus la sinucidere în cazul înfrângerii, ceea ce s-a și adeverit în 1945. Langer a considerat că Hitler suferea de paranoia, megalomanie și alte tulburări psihologice severe.

## Impact și moștenire
Profilul psihologic creat de Langer a fost considerat revoluționar la vremea respectivă și a influențat modul în care se realizau analizele psihologice pentru liderii politici în contextul serviciilor de informații. A fost una dintre primele utilizări documentate ale psihanalizei într-un context de informații secrete și război.
Cariera lui Langer a continuat în domeniul psihanalizei după război, iar el a predat în diverse instituții academice până la pensionare.

## Publicații
- The Mind of Adolf Hitler: A Secret Wartime Report (1972) – aceasta este versiunea publicată a raportului său original de război, care a fost păstrat secret timp de aproape trei decenii.

## Viața personală
Walter C. Langer a fost o personalitate discretă în ceea ce privește viața sa personală. A fost căsătorit și a avut copii, dar a ales să își mențină familia departe de lumina reflectoarelor. A decedat în anul 1981.

## Moștenire
Langer este amintit pentru contribuțiile sale la psihologia aplicată și pentru utilizarea inovațiilor psihanalitice în contextul politic și militar. Lucrarea sa despre Hitler a rămas un punct de referință pentru analizele psihologice ale liderilor politici